# Potik, Starîi Sambir
Potik (în ucraineană Потік) este un sat în comuna Velîkosillea din raionul Starîi Sambir, regiunea Liov, Ucraina.

## Demografie
Componența lingvistică a localității Potik
     Ucraineană (100%)
Conform recensământului din 2001, toată populația localității Potik era vorbitoare de ucraineană (100%).